# Verona Villafranca repülőtér
A Verona Villafranca repülőtér (IATA: VRN, ICAO: LIPX) Olaszország egyik nemzetközi repülőtere, amely Verona közelében található. Éves utasforgalma 2 982 060 fő (2022).
A repülőtér egyúttal katonai légibázis is.

## Futópályák
A repülőtér futópályái:
- 04/22 (3068 m, aszfalt)

## Forgalom
Az utasforgalom az elmúlt években az alábbi módon változott:
| Utasok száma | 1 625 871 | 2 185 785 | 2 687 565 | 3 510 259 | 3 065 968 | 3 198 788 | 2 775 616 | 3 099 142 | 3 638 088 | 2 982 060 |
|              | 1999      | 2002      | 2004      | 2007      | 2009      | 2012      | 2014      | 2017      | 2019      | 2022      |

## Légitársaságok és úticélok
| Légitársaság     | Célállomások |
| ---------------- | --- |
| Aer Lingus       | Dublin |
| Air Albania      | Tirana |
| airBaltic        | Szezonális: Riga |
| Air Dolomiti     | Frankfurt, München |
| Air Moldova      | Chișinău |
| AlbaStar         | Szezonális: Lampedusa |
| Albawings        | Tirana |
| Arkia            | Szezonális: Tel Aviv |
| Bluebird Airways | Szezonális: Tel Aviv |
| British Airways  | London–Gatwick |
| easyJet          | Amszterdam, London–Gatwick |
| Eurowings        | Szezonális: Köln/Bonn, Hamburg |
| Finnair          | Szezonális: Helsinki |
| FlyOne           | Chișinău |
| Iberia Regional  | Szezonális: Madrid |
| ITA Airways      | Szezonális: Rome–Fiumicino |
| Jet2.com         | Szezonális: Belfast–International, Birmingham, Bristol, East Midlands, Edinburgh, Leeds/Bradford, London–Stansted, Manchester, Newcastle upon Tyne (2023 május 10-től) |
| KLM              | Amszterdam |
| Neos             | Marsa Alam, Sharm El Sheikh Szezonális: Brindisi, Cagliari, Catania, Dakar–Diass, Fuerteventura, Gran Canaria, Heraklion, Ibiza, Karpathos, Kos, Lamezia Terme, La Romana, Malé, Marsa Matruh, Menorca, Milan-Malpensa, Monastir, Montego Bay, Mykonos, Olbia, Palermo, Palma de Mallorca, Reykjavík–Keflavík, Rhodes, Sal, Santorini, Tel Aviv, Tenerife–South, Zanzibar |
| Norwegian        | Szezonális: Oslo |
| Ryanair          | Bari, Brindisi, Cagliari, Catania, Charleroi, Dublin, Lamezia Terme, Manchester, Naples, Palermo Szezonális: Birmingham, Corfu, Edinburgh, London–Stansted, Palma de Mallorca |
| Transavia        | Szezonális: Amszterdam |
| TUI Airways      | Birmingham, Bristol, London–Gatwick, Manchester Szezonális: Edinburgh (2022 december 24-től), Glasgow, Newcastle upon Tyne Seasonal charter: Dublin |
| Tus Airways      | Szezonális: Tel Aviv |
| Volotea          | Bari, Cagliari, Catania, Naples, Olbia, Palermo, Párizs–Charles de Gaulle Szezonális: Alghero, Athens, Barcelona, Heraklion, Ibiza, Lampedusa, Menorca, Mykonos, Pantelleria, Santorini, Zakynthos |
| Vueling          | Szezonális: Barcelona |
| Wizz Air         | Bari, Catania, Chișinău, Palermo, Tirana Szezonális: Gdańsk (2023 január 14-től), London–Gatwick (2022 december 13-tól), Poznań (2023 január 14-től) |